# Bjarne Lodinsson
Bjarne Lodinsson, död efter 1310, var en norsk storman och kansler.
Bjarne Lodinsson hade studerat bland annat i Bologna och var troligen magister. Han har av vissa forskare identifierats med den i Erikskrönikan omtalade "herr Biärne", som var herr Eriks anhängare och omtalas som riddare och magister i Paris. Är identifieringen riktig, skulle han ha övergett Norge och slutit sig till Erik i början av 1300-talet.